# Chlosyne narva
Chlosyne narva är en fjärilsart som beskrevs av Fabricius 1793. Chlosyne narva ingår i släktet Chlosyne och familjen praktfjärilar. Inga underarter finns listade i Catalogue of Life.